# SVB Financial Group
SVB Financial Group (SVB или SVBFG) — финансовая холдинговая компания со штаб-квартирой в Нью-Йорке. Основным подразделением компании был коммерческий банк Silicon Valley Bank, пока он не обанкротился в марте 2023 года. Входила в индекс S&P 500 до 15 марта 2023. По состоянию на 31 декабря 2022 года холдинг SVB имел 164 дочерних компании.
Компания состоит из двух подразделений: SVB Capital, занимающейся управлением венчурными капиталами и инвестициями, и инвестиционного банка SVB Securities. SVB Capital управляет средствами клиентов и банка в размере 9,5 миллиардов долларов, которые были инвестированы в венчурные фонды. SVB Securities предоставляет инвестиционные услуги клиентам, особенно в сфере технологий, здравоохранения и естественных наук.
До марта 2023 года в состав компании также входили Silicon Valley Bank и четвёртое подразделение, SVB Private, частная банковская служба, аффилированная с Silicon Valley Bank, которая вместе со своими филиалами SVB Investment Services и SVB Wealth предлагала услуги для частных инвесторов и состоятельных частных лиц. И Silicon Valley Bank, и SVB Private были переданы в конкурсное производство и проданы First Citizens Bank. Однако технически все сотрудники SVB Financial Group получают зарплату от банка Silicon Valley Bank, а не SVB Financial Group, в то время как материнская компания предоставляла льготы всем сотрудникам Silicon Valley Bank.

## История

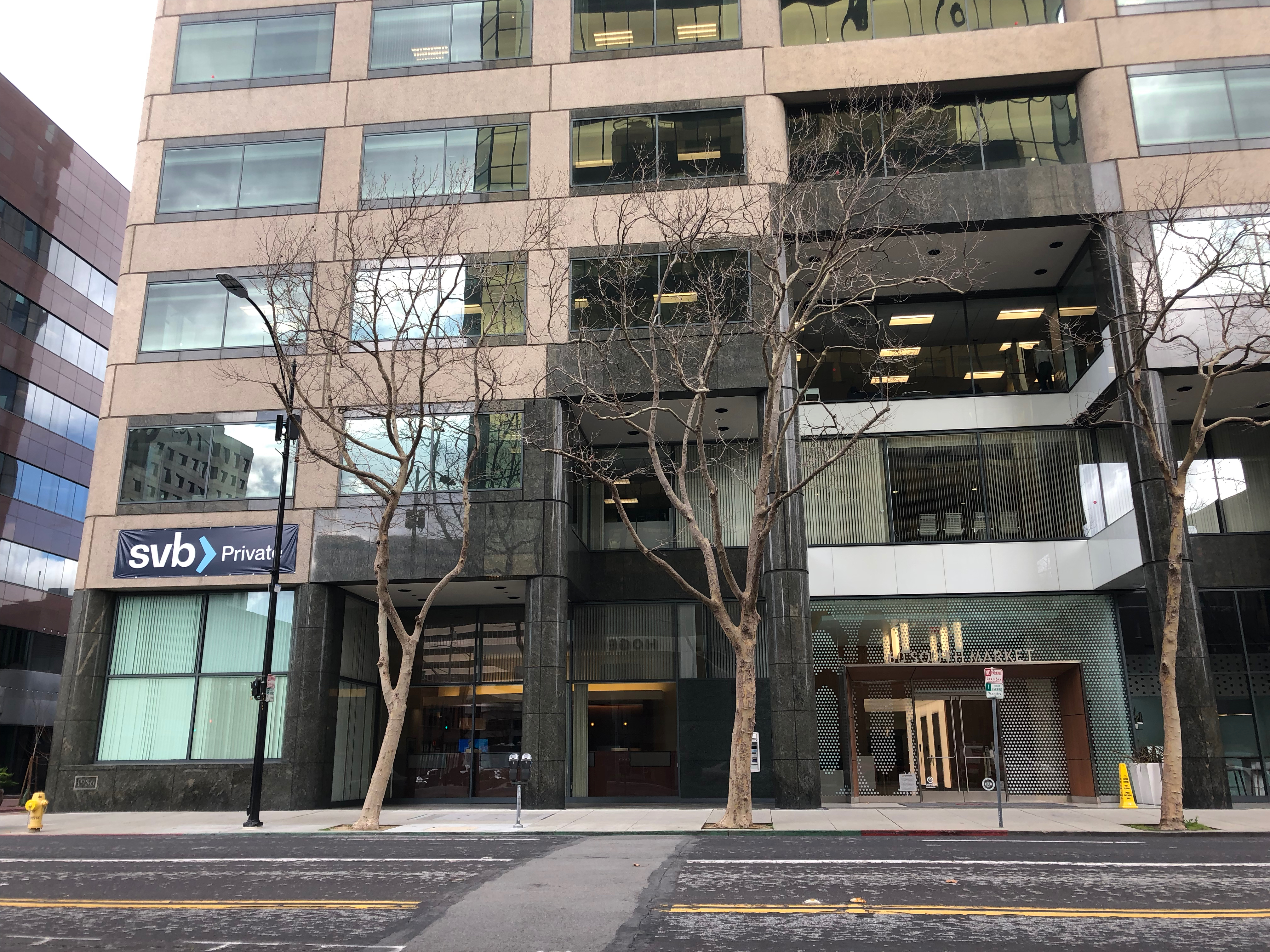
Офис SVB в Сан-Хосе

SVB Financial была основана как Silicon Valley Bancshares 23 апреля 1982 года Биллом Биггерстаффом и Робертом Медеарисом во время игры в покер. Silicon Valley Bank был зарегистрирован как дочерняя компания, находящаяся в полной собственности, 17 октября 1983 года.
В 1988 году компания стала публичной после первичного размещения акций, собрав 6 миллионов долларов.
Цена акций компании взлетела во время пузыря доткомов, но упала на 50%, когда пузырь лопнул. Компания была преобразована в корпорацию в 1999 году. В 2000 году генеральным директором стал Кен Уилкокс В 2001 году подразделение компании, ивестиционный банк SVB Securities, приобретела Palo Alto Alliant Partners за 100 миллионов долларов, которая была переименована в SVB Alliant.
31 мая 2005 года Silicon Valley Bankshares была переименована в SVB Financial Group, сигнализируя о диверсификации компании в сторону от коммерческого банкинга. SVB Alliant прекратила свою деятельность в 2007 году.
В январе 2019 года SVB Financial приобрела Leerink Partners LLC, переименовав её в SVB Leerink. В 2021 году SVB приобрела Boston Private Financial Holdings и объединила свою дочернюю компанию Boston Private Bank & Trust Company в Silicon Valley Bank и SVB Private. В 2022 году SVB приобрела исследовательскую компанию в области медиа и телекоммуникаций MoffettNathanson. В феврале 2022 года SVB Leerink была переименована в SVB Securities.

### Крах Silicon Valley Bank
В марте 2023 года подразделение SVB Financial Group Silicon Valley Bank обанкротился. Вице-председатель правления Федеральной резервной системы по надзору Майкл Барр сообщил, что клиенты банка пытались снять 81 % своих депозитов (142 миллиарда долларов из 175 миллиардов долларов по состоянию на конец 2022 года) в течение двух дней. Банкротство Silicon Valley Bank стало крупнейшим по размеру активов среди всех банков со времён финансового кризиса 2007—2008 годов и вторым по величине в США за всю историю, уступая лишь Washington Mutual. 10 марта 2023 года Департамент финансовой защиты и инноваций Калифорнии закрыл Silicon Valley Bank и назначил FDIC в качестве его приемника, который передал все активы банка недавно созданному бридж-банка. SVB Financial Group не была включена в процесс закрытия банка или последующего конкурсного производства.
13 марта 2023 года SVB Financial Group начала изучать возможность продажи дочерних компаний SVB Capital и SVB Securities. Основатель последней, Джеффри Лиринк, выразил заинтересованность в обратном выкупе фирмы. Однако финансы этих компаний тесно переплетены с Silicon Valley Bank, что может осложнить любую продажу. Компания подала заявление о банкротстве по главе 11 Кодекса США 17 марта, через неделю после банкротства Silicon Valley Bank. Сообщается, что группа, включающая Centerbridge Partners, Davidson Kempner Capital Management и PIMCO, купила долю в компании перед её банкротством.
18 июня 2023 года SVB Financial Group объявила, что договорилась о продаже своего подразделения SVB Securities в ходе менеджмент-байаута, возглавляемого компанией Leerink, при участии средств от The Baupost Group. Компания MoffettNathanson LLC не входила в состав продаваемого бизнеса. В июле 2023 года эта сделка была одобрена судом по делам о банкротстве, и SVB Securities было переименовано в Leerink Partners.
9 января 2024 года SVB Financial Group объявила, что планирует передать контроль над SVB Capital новой компании, находящейся под контролем её кредиторов.
20 марта 2024 года SVB Financial Group объявила, что продаст свою индийскую дочернюю компанию SVB Global Services India компании First Citizens BancShares.
3 мая 2024 года SVB Financial Group заключила окончательное соглашение о продаже своего инвестиционного платформенного бизнеса, SVB Capital, новой структуре, связанной с Pinegrove Capital Partners и поддержанной Brookfield Asset Management и Sequoia Heritage.